# Jimmy Carr
James Anthony Patrick „Jimmy” Carr (ur. 15 września 1972 w Isleworth) – brytyjski komik uprawiający komedię typu stand-up i występujący w rozrywkowych programach telewizyjnych.

## Życiorys
Urodzony w londyńskiej dzielnicy Isleworth, dorastał w Slough. Ukończył studia na kierunku nauk politycznych w Gonville and Caius College na Uniwersytecie Cambridge. Karierę komediową rozpoczął w 2000 roku.
Jimmy Carr poprowadził takie programy telewizyjne, jak m.in.: 8 Out of 10 Cats, 8 Out of 10 Cats Does Countdown czy The Big Fat Quiz, a od 2011 roku współtworzy program 10 O'Clock Live. W latach 2003–2004 był prowadzącym brytyjskiej, a w latach 2004–2006 amerykańskiej edycji Distraction. Od 2003 roku wielokrotnie był panelistą w programie QI. Występował też m.in. w Have I Got News for You, Argumental oraz Friday Night with Jonathan Ross. W 2021 roku został prowadzącym teleturnieju I Literally Just Told You.
Jimmy Carr wystąpił także w filmach Kosmiczna mistyfikacja (Alien Autopsy), Confetti, Alex Rider: Misja Stormbreaker (Stormbreaker), Słodka jak cukierek (I Want Candy) oraz Telstar: The Joe Meek Story.